# Nyainqêntanglha (Berg)
Der Nyainqêntanglha (auch Nyenchen Tanglha, offiziell Nyainqêntanglha Feng, tibetisch གཉན་ཆེན་ཐང་ལྷ་ Wylie Gnyan-chen-thang-lha; Chinesisch: 念青唐古拉峰, Pinyin: Niànqīng Tánggǔlā Fēng) ist der höchste Berg des Transhimalaya. Er liegt in den Nyainqêntanglha-Bergen, der östlichen Hälfte des Transhimalaya. Das Gebirge bildet innerhalb von Tibet die Wasserscheide zwischen dem Yarlung Tsangpo (Brahmaputra-Oberlauf) und dem Nu Jiang (Saluen). 
Neben dem 7162 m hohen Hauptgipfel (auch Nyainqêntanglha I) besitzt der Nyainqêntanglha noch weitere Nebengipfel:
- Nyainqêntanglha II (7117 m, ⊙), 3,19 km nordwestlich des Hauptgipfels
- Nyainqêntanglha III (7111 m, ⊙), 1,82 km nordwestlich des Hauptgipfels
- Nyainqêntanglha IV (7046 m, ⊙), 1,51 km östlich des Hauptgipfels

## Name
Der tibetische Name Nyainqêntanglha bedeutet „großer Nyain, Gott der Himmelsebenen“. Diese mächtige, heilbringende und gütige Gottheit ist in Tibet auch unter den Namen Thanglha Yashur, Yashur Nyengyilha, Dorje Barwatsel oder Dorje Chorabtsel bekannt.

## Besteigungsgeschichte
Die Erstbesteigung gelang Mitgliedern einer japanischen Expedition am 8. Mai 1986.